# Charles Mordaunt
Charles Mordaunt, Lord Peterborough (1658 – Lisboa, 25 d'octubre de 1735) va ser un polític i militar anglès.
Va estar en contra del pretendent el Duc de York, i quan aquest es va convertir en rei, la seva hostilitat el va fer demanar ajut a Guillem d'Orange per envair Anglaterra, que va rebutjar, i més tard va ser empresonat uns mesos a la Torre de Londres acusat de conspiració.

## La Guerra de successió espanyola
Amb el regnat d'Anna I de la Gran Bretanya va ser nomenat comandant en cap de l'exèrcit de terra per lluitar contra les tropes de Felip d'Anjou, i de l'armada conjuntament amb Cloudesley Shovell durant la Guerra de Successió Espanyola, dirigint les tropes del regne d'Anglaterra i de les Províncies Unides.
Va arribar a Lisboa el 20 de juny de 1705 i va embarcar cap a Barcelona l'agost, en una expedició a la conquesta de Catalunya, en la que una part de la societat havia declarat el suport als aliats en el Pacte de Gènova, i va assetjar Barcelona, però volia marxar a Itàlia però va prevaldre l'opinió de l'Arxiduc Carles i el 14 d'octubre la ciutat va caure. El 24 de gener de 1706 entrava triomfal a València, però això va afeblir Barcelona, que estava sent assetjada per René de Froulay de Tessé i l'estol de Lluís Alexandre de Borbó, i hagués caigut de no haver estat per la flota de John Leake en resposta a la petició de l'Arxiduc, que estava en la ciutat, de manera que els francesos van aixecar el setge l'11 de maig.
Cristóbal de Moscoso, el Comte de les Torres de Alcorrín fou derrotat a Sant Mateu i Xàtiva. L'afebliment de la situació borbònica és aprofitada i el rei va ordenar a Peterborough reunir-se amb les tropes de John Monckton i avançar cap a Madrid, i l'exèrcit de Peterborough, format per 6.000 britànics i 2.000 catalans, va prendre la ciutat de València que estava indefensa. Peterborough va endarrerir la unió dels exèrcits unes setmanes i va ser cridat a Anglaterra per donar explicacions, i va ser enviat a Viena. Amb l'ascens al tron de Jordi I va perdre les seves influències.